# CNN International
«CNN International» — международный телеканал на английском языке, принадлежащий медиаконгломерату «Turner Broadcasting System», который в настоящее время является подразделением компании «Time Warner».
В основном показывает новости, в эфире также аналитические программы на темы событий в мире и интервью с известными людьми.
Канал можно смотреть в большинстве стран мира. Согласно всем самым значимым опросам и исследованиям «CNN International» — новостной канал номер один по охвату аудитории в Европе, на Ближнем Востоке, в Африке и в Южной Америке. В 2013 и 2014 годах в Великобритании Королевским телевизионным обществом признавался «Новостным телеканалом года».